# Síndrome de Cockayne
El síndrome de Cockayne es una enfermedad hereditaria rara, con un patrón de herencia autosómico recesivo, es decir con 25% de probabilidad de expresarse en la descendencia cuando ambos progenitores son heterocigotos, asumiendo penetrancia completa. Las personas afectadas tienen una sensibilidad a la luz solar, baja estatura, y apariencia de edad prematura. Nombrado en honor de Edward Alfred Cockayne en 1933 (1880 - 1956), un médico británico que por primera vez lo describió. Su prevalencia estimada es de 1:100.000 nacidos vivos, con excepción de ciertas poblaciones aisladas o poblaciones endogámicas, donde se ha observado que aparece con una frecuencia mayor.
Entre sus características están: baja talla, microcefalia, calcificaciones intracraneales, apariencia de duende, aspecto progeroide, fotosensibilidad cutánea, cabello delgado y seco, desarrollo de neoplasias, retinopatía progresiva pigmentosa, sordera neurosensorial, caries dentales, postura en "andar a caballo", degeneración neurológica progresiva, entre otras.

## Formas del CS y síntomas
Se puede presentar de varias formas en función del momento en que se manifieste: 
−	CS Tipo I: los síntomas son progresivos y aparecen generalmente después de los 2 años de edad. Los afectados generalmente mueren antes de los 20 años. 
−	CS Tipo II: comienza más temprano y puede estar presente desde el nacimiento. Los enfermos mueren antes de los 7 años.
−	CS Tipo III: es una forma más tardía y menos severa que las anteriores. La esperanza de vida está en torno a los 40 o 50 años.
−	XP-CS: En algunos casos el Síndrome de Cockayne se manifiesta conjuntamente con la enfermedad Xeroderma pigmentosum. Esta situación incluye algunas características de ambas enfermedades: cáncer de piel, típico de los afectados por XP, así como talla baja, hipogonadismo o retraso mental, típico del CS.
Los afectados se caracterizan principalmente por padecer problemas en el crecimiento y una degeneración multisistémica progresiva. La detención del crecimiento y, sobre todo, el bajo peso es una de las manifestaciones más evidentes, ya que la mayoría de los pacientes con CS no llegan a medir más de 1,15 m de altura ni a pesar más de 20 kg.  Provoca también envejecimiento prematuro, anormalidades neurológicas (retraso mental y psicomotor) causadas por la desmielinización en el córtex cerebral y cerebelar, por la dilatación de ventricular y por la deposición de calcio en los ganglios basales y el córtex cerebral, así como fotosensibilidad. 
Entre otros síntomas destacan: 
−	postura encorvada
−	la pérdida de oído
−	mala circulación
−	temperatura corporal baja 
−	microcefalia
−	cara ovalada con ojos hundidos y nariz delgada y afilada
−	orejas grandes
−	anomalías dentales: retraso en la erupción de los dientes primarios, ausencia congénita de dientes permanentes, macrodoncia parcial, atrofia de los procesos alveolares y caries dental.

## Genética de la enfermedad
El síndrome de Cockayne puede ser provocado por mutación en dos genes, el ERCC6 (75% de los casos) y el ERCC8 (CKN1) (25% de los casos), localizados en los cromosomas 5q11 y 10q11 y que codifican para las proteínas CS-A y CS-B, respectivamente. 
Estas están implicadas en la reparación del DNA, incluidas las lesiones provocadas por los rayos UV, con lo que una mutación en dichas proteínas provoca que las alteraciones producidas durante la transcripción no sean tan rápida y eficientemente reparadas como en células normales, con la consiguiente acumulación de  DNA dañado. Esto es lo que provoca, entre otras cosas, el envejecimiento prematuro. También se ha asociado el síndrome a mutaciones de los genes XPB, XPD y XPG, en aquellos casos en que los pacientes presentan fenotipo combinado XP/CS.
−	ERCC8 (CKN1).  Aproximadamente el 70% de las mutaciones patogénicas en este gen son  missense, nonsense o splice-site, y pueden ser detectadas por análisis de las secuencias. El 30% restante son deleciones grandes parciales del gen.
−	ERCC6.  Casi todas las mutaciones patogénicas conocidas de este gen son mutaciones puntuales detectadas por secuenciación. La mayoría de estas son mutaciones missense o que originan cambios en la pauta de lectura, alterando la estructura primaria de la proteína y haciendo que pierda su función. 
La existencia de una correlación entre genotipo y fenotipo no está aun clara. Algunos estudios muestran que no existe tal correlación, y que la mutación en los genes ERCC8 o ERCC6 no es suficiente para explicar toda la variabilidad clínica de este síndrome. 

## Tratamiento
No existe tratamiento específico para el Síndrome de Cockayne. Los pacientes deben ser tratados de acuerdo a los síntomas que presentan; por ejemplo, pueden ser beneficiosas las terapias físicas, de oído, de comunicación, etc.